# Garda Irmen

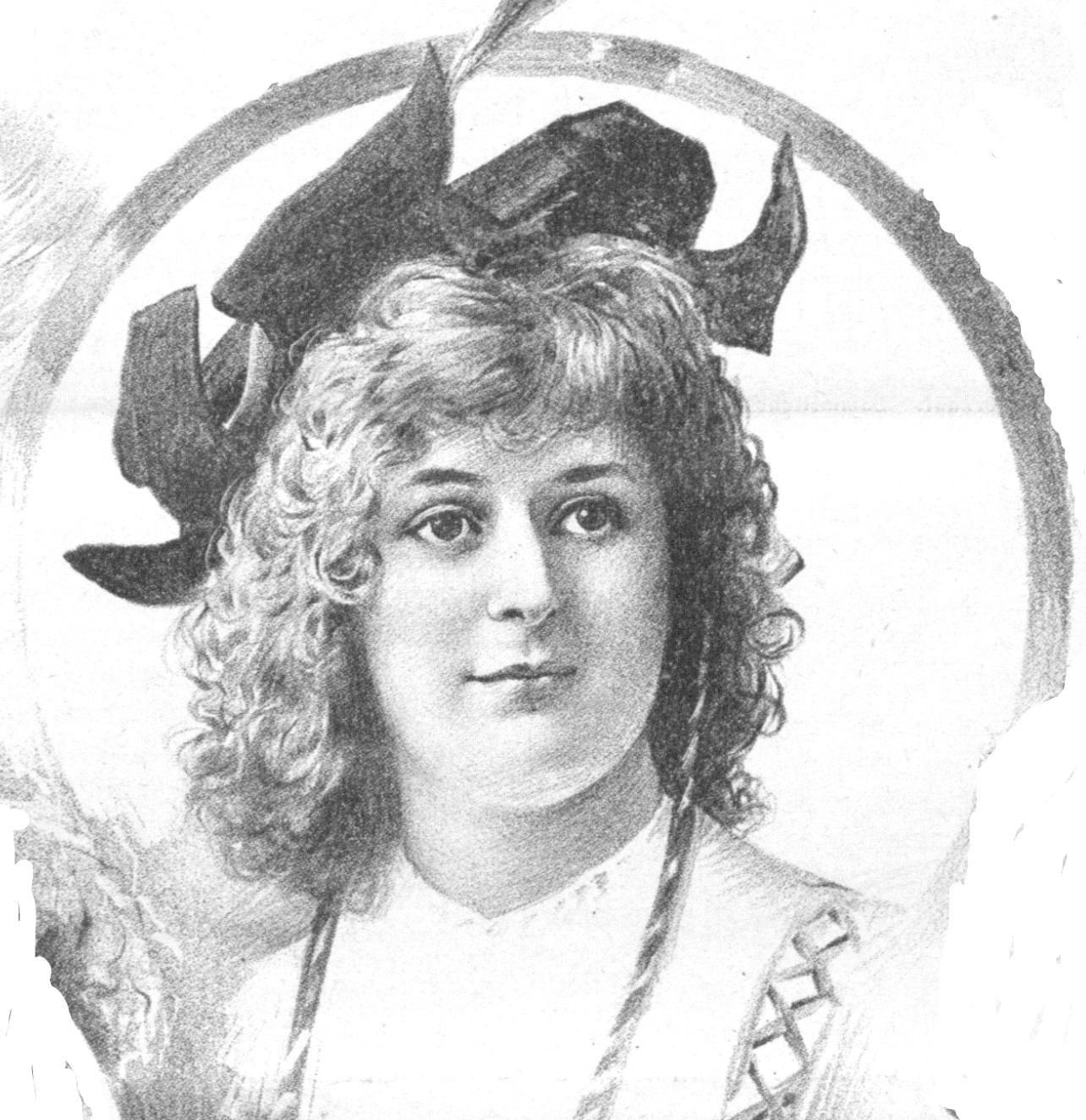
Garda Irmen im Jahre 1900

Garda Irmen, geborene Irmgard Schwarz, verheiratete Irmgard Kaufmann, auch Kaufmann-Irmen (1874 in Baden bei Wien – 21. März 1938 in Wien) war eine österreichische Theaterschauspielerin.

## Leben
Im Schauspielerlexikon von Ludwig Eisenberg wird sie als Tochter des Afrikaforschers Paul Reichard geführt, das lässt sich jedoch nicht anderweitig belegen. Nach Absolvierung des Konservatoriums in Wien (sie war Schülerin Bernhard Baumeisters) war sie im Deutschen Volkstheater (Saison 1892/93) und in Innsbruck engagiert, danach in Nürnberg. Von dort kam sie ans Stadttheater in Mainz und dann ans Frankfurter Stadttheater, wo sie als „Vittorino“ in „Berühmte Frau“ debütierte (1897).
Von den verschiedenen Rollen, die sie mit Glück durchführte, seien vor allem ihr „Ännchen“ in Die Jugend erwähnt, sowie „Lilli“ in Cirkusleute, „Rita“ in Talisman, „Mizzi Schlager“ in Liebelei und das „Wirtshaustöchterlein“ in Fuhrmann Henschel.
Sie war mit dem Internisten Rudolf Kaufmann verheiratet.